# Stapleton (Nebraska)
Stapleton és una població dels Estats Units a l'estat de Nebraska. Segons el cens del 2000 tenia 301 habitants.

## Demografia
Segons el cens del 2000, Stapleton tenia 301 habitants, 126 habitatges, i 83 famílies. La densitat de població era de 464,9 habitants per km².
Dels 126 habitatges en un 31,7% hi vivien nens de menys de 18 anys, en un 56,3% hi vivien parelles casades, en un 7,1% dones solteres, i en un 34,1% no eren unitats familiars. En el 31% dels habitatges hi vivien persones soles el 16,7% de les quals corresponia a persones de 65 anys o més que vivien soles. El nombre mitjà de persones vivint en cada habitatge era de 2,39 i el nombre mitjà de persones que vivien en cada família era de 3,05.
Per edats la població es repartia de la següent manera: un 29,6% tenia menys de 18 anys, un 4% entre 18 i 24, un 25,9% entre 25 i 44, un 21,9% de 45 a 60 i un 18,6% 65 anys o més.
L'edat mediana era de 40 anys. Per cada 100 dones de 18 o més anys hi havia 92,7 homes.
La renda mediana per habitatge era de 33.125 $ i la renda mediana per família de 37.143 $. Els homes tenien una renda mediana de 27.813 $ mentre que les dones 25.625 $. La renda per capita de la població era de 14.822 $. Aproximadament el 4,8% de les famílies i el 9% de la població estaven per davall del llindar de pobresa.

## Poblacions més properes
El següent diagrama mostra les poblacions més properes.